# Puffinus olsoni
La pardela canaria de la lava (Puffinus olsoni) es una especie extinta de ave procelariforme de la familia Procellariidae endémica del archipiélago canario.

## Distribución
Esta pardela era propia de las islas orientales del archipiélago canario, encontrándose sus restos en Fuerteventura, Lanzarote y el archipiélago Chinijo. Los restos de esta especie se encuentran normalmente en cuevas situadas en coladas de lava recientes.

## Descripción

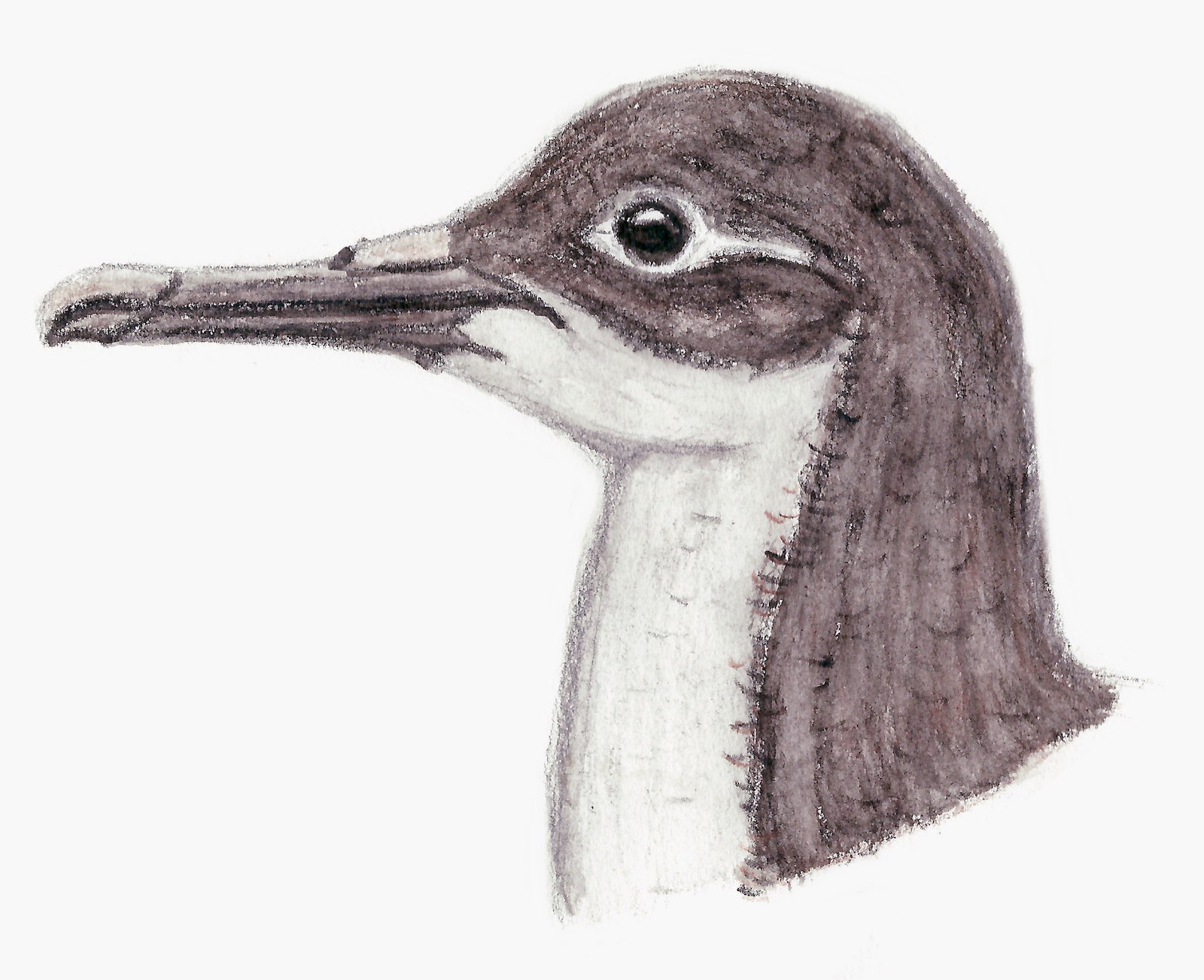
Reconstrucción en vida hipotética, basada en material conocido y otras parcelas del género Puffinus

Esta pardela tendría un peso estimado de 175-245 gramos.

## Extinción
Mientras que la pardela canaria de las dunas (Puffinus holeae) se extinguió como consecuencia de la colonización de las islas por parte de los aborígenes canarios, la extinción de la pardela canaria de la lava tuvo lugar después del año 1270, más de un milenio después de la llegada de los seres humanos al archipiélago. A pesar de que existen pruebas arqueológicas de que esta especie era consumida por los aborígenes, se cree que su extinción se debió a la introducción de mamíferos exóticos como gatos y ratas a la llegada de los primeros europeos a las islas en el siglo XIV.